# Fluvicola pica
Fluvicola pica là một loài chim trong họ Tyrannidae.